# Sicyopus mystax
Sicyopus mystax är en fiskart som beskrevs av Watson och Allen, 1999. Sicyopus mystax ingår i släktet Sicyopus och familjen smörbultsfiskar. Inga underarter finns listade i Catalogue of Life.